# Aube (flod)
Aube är en biflod till Seine i nordöstra Frankrike, 248 kilometer lång.
Aube upprinner på Plateau de Langres, flyter mot nordväst parallellt med Seine och blir segelbar vid Arcis-sur-Aube.